# Aporus unicolor
Aporus unicolor — вид дорожных ос (Pompilidae).

## Распространение
Палеарктика: Европа, Сибирь, Дальний Восток. Япония.

## Описание
Виски развитые, темя приподнято над уровнем глаз. Охотятся и откладывают яйца на пауков (Atypidae).

## Классификация
- Подрод Aporus Spinola, 1808
  - Aporus unicolor Spinola, 1808